# Maranatha Fiokpo
Der Maranatha Football Club de Fiokpo ist ein togoischer Fußballverein aus Fiokpo. Aktuell, Stand Oktober 2024, spielt der Verein in der zweiten Liga.

## Geschichte
Der Verein wurde 1997 gegründet und stieg schnell in die Championnat National auf. 2006 und 2009 gelang ihm der Gewinn der nationalen Meisterschaft, 2003 der Sieg im Coupe du Togo. Durch die Erfolge konnte sich der Klub mehrmals für die afrikanischen Wettbewerbe qualifizieren, wo er 2007 bis in die „Intermediate-Runde“ vorstieß.

## Erfolge
- Togoischer Meister: 2005/06, 2009
- Togoischer Pokalsieger: 2003

## Stadion
Der Verein trägt seine Heimspiele im Stade Général Ameyi in Woumé  aus. Das Stadion hat ein Fassungsvermögen von 5000 Personen.

## Statistik in den CAF-Wettbewerben
| Wettbewerb                | Runde              | Gegner                   | Hinspiel | Rückspiel          |  |
| ------------------------- | ------------------ | ------------------------ | -------- | ------------------ |  |
|                           |                    |                          |          |                    |  |
| CAF Cup 2002              | 1. Runde           | Alkali Nassara Club      | 3:0 (A)  | 3:1 (H)            |  |
|                           | 2. Runde           | Djoliba AC               | 2:1 (H)  | 0:1 (A)            |  |
| CAF Cup 2003              | 1. Runde           | Cotonsport Garoua        | 0:0 (A)  | 0:0 (H) / Pen: 2:4 |  |
| CAF Champions League 2007 | Qualifikation      | ASC Diaraf               | 0:1 (A)  | 3:0 (H)            |  |
|                           | 1. Runde           | APR FC                   | 0:2 (A)  | abd *              |  |
|                           | 2. Runde           | Étoile Sportive du Sahel | 0:0 (H)  | 0:3 (A)            |  |
|                           | Intermediate Runde | Dolphins FC              | 1:2 (H)  | 0:2 (A)            |  |

- 2007: Nach dem 2:0 für Marantha FC in der 82. Minute protestierten die Spieler und der Trainer gegen die Entscheidung des Schiedsrichters und weigerten sich, weiter zu spielen. Der APR FC Kigali wurde daraufhin disqualifiziert und der Marantha FC zog in die 2. Runde ein.